# 방글라데시의 여자 배우 목록

## 가
- 리사 가지
- 올리비아 고메즈
- 아파르나 고슈
- 안주 고슈
- 치트랄레카 구호

## 나
- 무스미 나그
- 나일라 나얌
- 샤미마 나즈넨
- 노우신
- 누톤

## 다
- 사바리 다스굽타
- 수미타 데비
- 파르벤 술타나 디티

## 라
- 아호나 라만
- 루트푼 나하르 라타
- 샴파 레자
- 로지나
- 니주미 루비나
- 딜루바 야스멘 루헤

## 마
- 누스라트 파리아
- 페르도우시 마줌데르
- 쇼미 말라
- 모제자 아슈라프 모날리사
- 포리 모니
- 자키라 바리 모모
- 사디아 이슬람 모우
- 무슈미
- 무크티
- 수보르나 무스타파
- 루마나 말리크 문문
- 본나 미르자
- 토마 미르자
- 아프사나 미미
- 모니라 미토
- 파라하 밀리
- 비디아 신하 사하 밈

## 바
- 아즈메리 하쿠 바돈
- 안와라 베굼
- 보비타
- 샤브놈 부블리
- 타니아 브슈티
- 모우투시 비스와
- 아루나 비스와스
- 아프사나 아라 빈두

## 사
- 소하나 사바
- 카보리 사르와르
- 사리카 사브린
- 샤바나
- 샤브나즈
- 샤브남
- 샤브누르
- 메헤르 아프로즈 샤온
- 아니카 카비르 쇼크
- 수쇼마 사르카르
- 수자타
- 수차리타
- 아이린 술타나
- 안자나 술타나
- 슈찬다
- 쿠숨 시크데르
- 사보르나 시린
- 시믈라
- 리치 솔라이만
- 치트라 신하
- 탄빈 스웨티

## 아
- 라우산 아라
- 샤이나 아민
- 자야 아산
- 아솔
- 프라순 아자드
- 로시 아프사리
- 문문 아흐메드
- 샤르밀리 아흐메드
- 실라 아흐메드
- 타니아 아메드
- 칼레라 악탈 콜포라
- 니푼 아크테르
- 돌리 안와르
- 사베리 알람
- 아키 알람기르
- 샨타 이슬람
- 이슈라트 자한 차이티

## 자
- 딜라라 자만
- 술타나 자만
- 라우산 자밀
- 타린 자한
- 돌리 조후르
- 와히다 몰리크 졸리
- 죠티카 죠티

## 차
- 마부바 마하누르 찬드니
- 참파
- 티탄 쵸우드리
- 나즈닌 하산 춤키

## 카
- 타말리카 카르마카르
- 아우피 카림
- 자야스레 카비르
- 카비타
- 쇼미 카이세르
- 나시마 칸
- 루마나 칸

## 타
- 탄진 티샤

## 파
- 잔나툴 페르도우슈 페라
- 샤브남 파르빈
- 사디카 파르빈 포피
- 호스네 아라 푸툴
- 알리샤 프라드한
- 로케야 프라치
- 사디아 자한 프로바

## 하
- 라일라 하산
- 무슈미 하미드
- 비파샤 하야트
- 타라나 할림
- 후마이라 히무